# Leptychoptera
Leptychoptera is een uitgestorven geslacht van insecten uit de familie van de glansmuggen. De wetenschappelijke naam van het geslacht werd voor het eerst geldig gepubliceerd in 2003 door Lukashevich en Azar.

## Soorten
- † Leptychoptera calva Lukashevich, 2004
- † Leptychoptera reburra Lukashevich, 2004
- † Leptychoptera dimkina Lukashevich & Azar, 2003
- † Leptychoptera vovkina Lukashevich & Azar, 2003